# Life in the Doghouse
Life in the Doghouse è un docu-film statunitense del 2018 diretto da Ron Davis. L'opera tratta la storia del rifugio per animali "Danny and Ron's Rescue" che in 10 anni ha salvato più di 10.000 animali (soprattutto cani). In Italia è stato distribuito da Netflix il 1º giugno 2019.

## Trama
Danny Robertshaw e Ron Danta sono una coppia omosessuale che nel corso di molti anni ha deciso di istituire un rifugio per animali disagiati, il "Danny and Ron's Rescue". L'opera tratta le difficoltà relative alla gestione dell'istituto (sia in termini pratici che finanziari), la biografia dei due gestori (soffermandosi in particolar modo sulla loro omosessualità) e il problema della sovrappopolazione degli animali causata dalla mancata sterilizzazione.